# Lohnsteueraußenprüfung
Die Lohnsteuer-Außenprüfung hat ihre Rechtsgrundlage in § 42f EStG. Prüfungsgegenstand ist die Einbehaltung und Abführung der Lohnsteuer durch den Arbeitgeber.
Die Lohnsteuer-Außenprüfung wird durch Verwaltungsakt angeordnet. Für die Mitwirkungspflicht des Arbeitgebers bei der Außenprüfung gilt § 200 AO. Auf Anforderung hat der Steuerpflichtige vorhandene Aufzeichnungen und Unterlagen vorzulegen, die nach Einschätzung der Finanzbehörde für eine ordnungsgemäße und effiziente Abwicklung der Außenprüfung erforderlich sind, ohne dass es ihm gegenüber einer zusätzlichen Begründung hinsichtlich der steuerlichen Bedeutung bedarf. Im Falle von Verzögerungen durch den Steuerpflichtigen oder der von ihm benannten Auskunftspersonen kann die Finanzbehörde Zwangsmittel (§ 328 AO) androhen und festsetzen oder die Besteuerungsgrundlagen schätzen (§ 162 AO).
Darüber hinaus haben die Arbeitnehmer des Arbeitgebers dem Lohnsteueraußenprüfer Auskunft über Art und Höhe ihrer Einnahmen zu geben und auf Verlangen in ihrem Besitz befindliche Bescheinigungen über den Lohnsteuerabzug sowie Belege über bereits entrichtete Lohnsteuer vorzulegen. Dies gilt auch für Personen, bei denen es streitig ist, ob sie Arbeitnehmer des Arbeitgebers sind oder waren.